# Lasioglossum acherontion
Lasioglossum acherontion är en biart som beskrevs av Ebmer 1978. Lasioglossum acherontion ingår i släktet smalbin, och familjen vägbin. Inga underarter finns listade i Catalogue of Life.